# Chrám

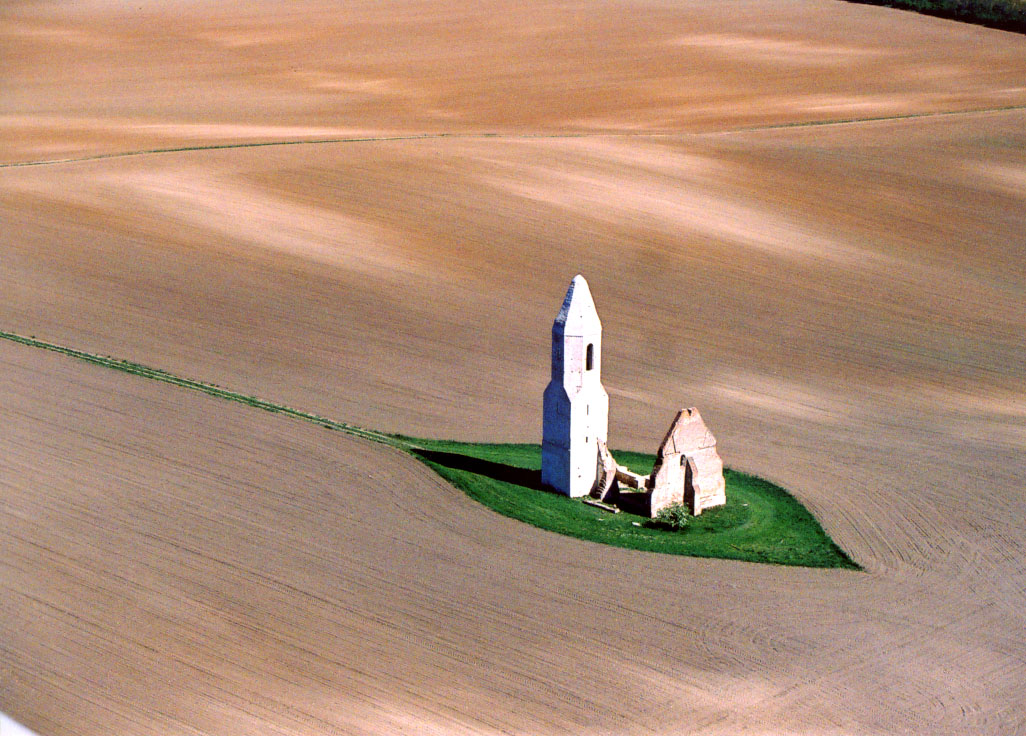
Trosky gotického kostela Somogyvámos v maďarské pusztě u Somogyvámose

Chrám (řecky ναός, náos, latinsky templum) je obecné označení pro stavbu nebo komplex staveb určenou k bohoslužbám a jiným podobným nebo souvisejícím náboženským účelům. Významově blízkým pojmem je modlitebna.

## Charakteristika

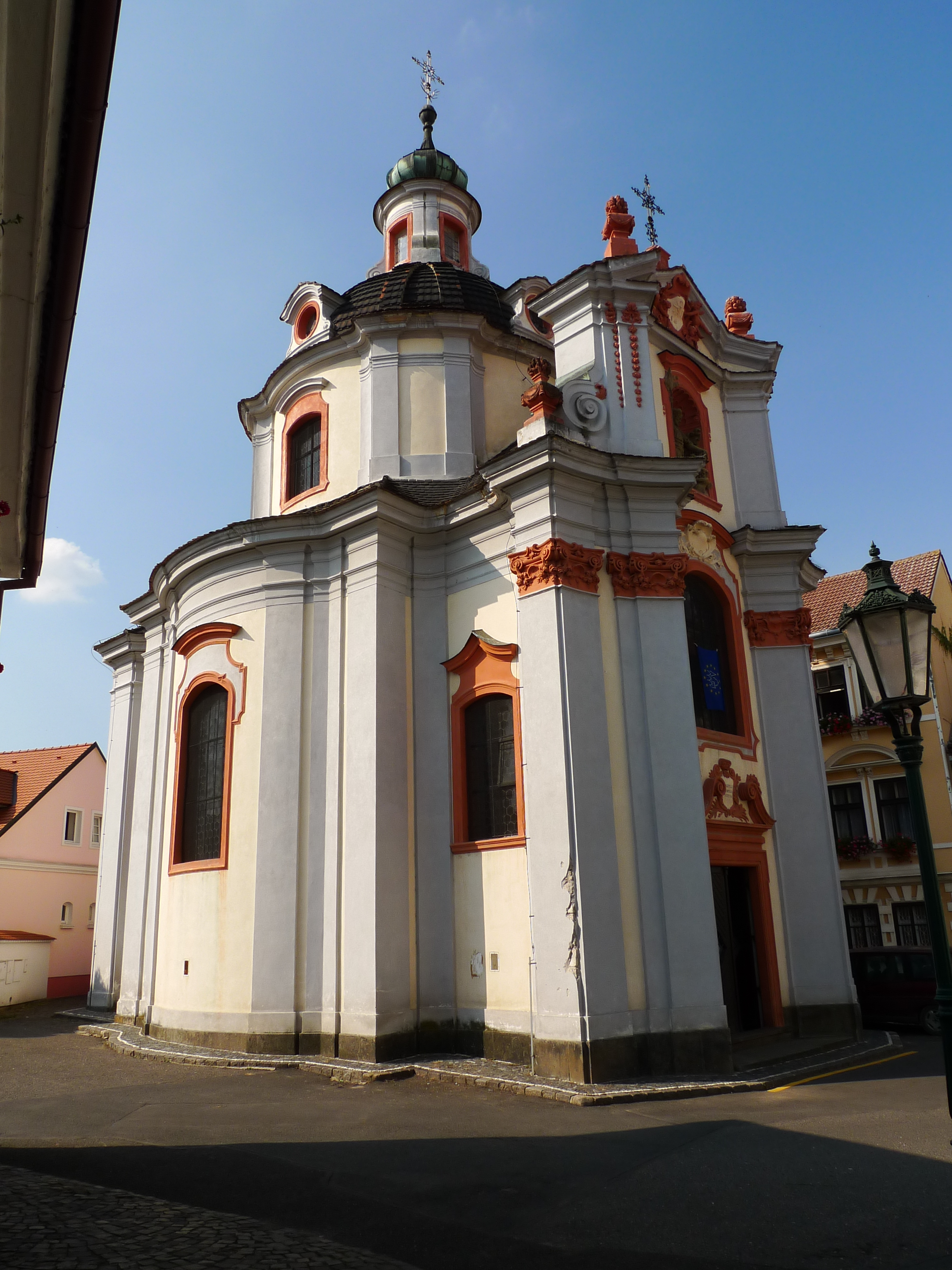
Barokní pravoslavný chrám svatého Václava v Litoměřicích

Různé náboženské směry mívají i specifická označení pro své chrámy:
- chrám – označení pro liturgický prostor v pravoslaví a řeckokatolické církvi, též oproti dalším křesťanům používají slovo cerkev (neboli církev)
- kostel (též chrám či chrám Páně) – slovo, kterým někteří křesťané označují své svatostánky
- židé chrám nemají, byl pouze Jeruzalémský chrám, synagoga je pouze modlitebna
- muslimové za chrám považují pouze mešitu v Mekce, ostatní jsou jen modlitebny
- antický chrám – chrám zasvěcený antickým božstvům a představující konkrétní architektonický typ stavby.
- egyptský chrám - chrámy stavěné ve starověkém Egyptě k poctě egyptských bohů
- buddhistický chrám - svatyně buddhistů, především stúpy a pagody v jižní Asii, jihovýchodní Asii a na Dálném východě[1]

Kromě toho existují ještě termíny upřesňující význam chrámu (v křesťanství jsou to katedrála, bazilika a bazilika minor).